# August Meyszner
Vous lisez un « article de qualité » labellisé en 2022.
August Meyszner est un officier SS, né le 3 août 1886 à Graz (Styrie, Autriche-Hongrie) et mort exécuté le 24 janvier 1947 à Belgrade (Yougoslavie).
Homme politique nazi, il fait carrière dans la police, atteignant un grade d'officier supérieur au sein de l'Ordnungspolizei (Orpo, « Police de l'ordre public ») autrichienne puis allemande après l'Anschluss. Lors de la Seconde Guerre mondiale, il occupe le poste de chef supérieur de la SS et de la Police en Serbie. Il est décrit par les historiens comme l'un des subordonnés les plus brutaux du Reichsführer-SS Heinrich Himmler.
August Meyszner commence sa carrière comme officier de la gendarmerie. Durant la Première Guerre mondiale, il sert sur le front italien et atteint le grade de Major en 1921. En septembre 1925, il rejoint le parti nazi autrichien et devient député de droite puis, en 1930, ministre de la province de Styrie. Du fait de son appartenance au parti nazi, il est écarté de la gendarmerie en 1933. En février 1934, il est arrêté puis mis en détention au camp d'internement de Wöllersdorf-Steinabrückl avant d'être libéré trois mois plus tard. En juillet de la même année, il est de nouveau arrêté à la suite d'une tentative de coup d'État, mais s'échappe de sa cellule et fuit en Allemagne, où il rejoint d'abord l'Orpo, puis l'Allgemeine SS. Il travaille ensuite dans divers postes de police en Autriche, en Allemagne et en Norvège occupée jusqu'à sa nomination au poste de chef supérieur de la SS et de la Police dans la Serbie occupée, au début de l'année 1942. Il est parmi les rares officiers de l'Orpo à accéder à ce poste.
Le séjour d'August Meyszner en Serbie est marqué par la friction et la concurrence entre les responsables militaires, économiques et diplomatiques allemands. C'est également durant cette période qu'il développe une méfiance et une haine viscérales envers les Serbes. Au cours de son mandat, il supervise régulièrement des exécutions et envoie des dizaines de milliers de travailleurs forcés en Allemagne et en Norvège occupée. Un détachement de la Gestapo, sous son commandement, a recours notamment à un Gaswagen pour tuer huit mille femmes et enfants juifs détenus au camp de concentration de Sajmište. En avril 1944, ses critiques envers les autres dirigeants du régime d'occupation allemand qui, selon lui, ne sont pas assez durs et cruels envers les civils serbes, lui valent d'être renvoyé de son poste de chef de la SS et de la Police. Heinrich Himmler le transfère ensuite à Berlin afin d'établir une gendarmerie à vocation européenne. Après la guerre, il est capturé par les Alliés et incarcéré dans l’attente de son jugement. Extradé en Yougoslavie avec le reste de ses subalternes, il est jugé et reconnu coupable de crime de guerre par un tribunal militaire yougoslave : il est condamné à la peine capitale puis pendu en janvier 1947.

## Jeunesse et début de carrière

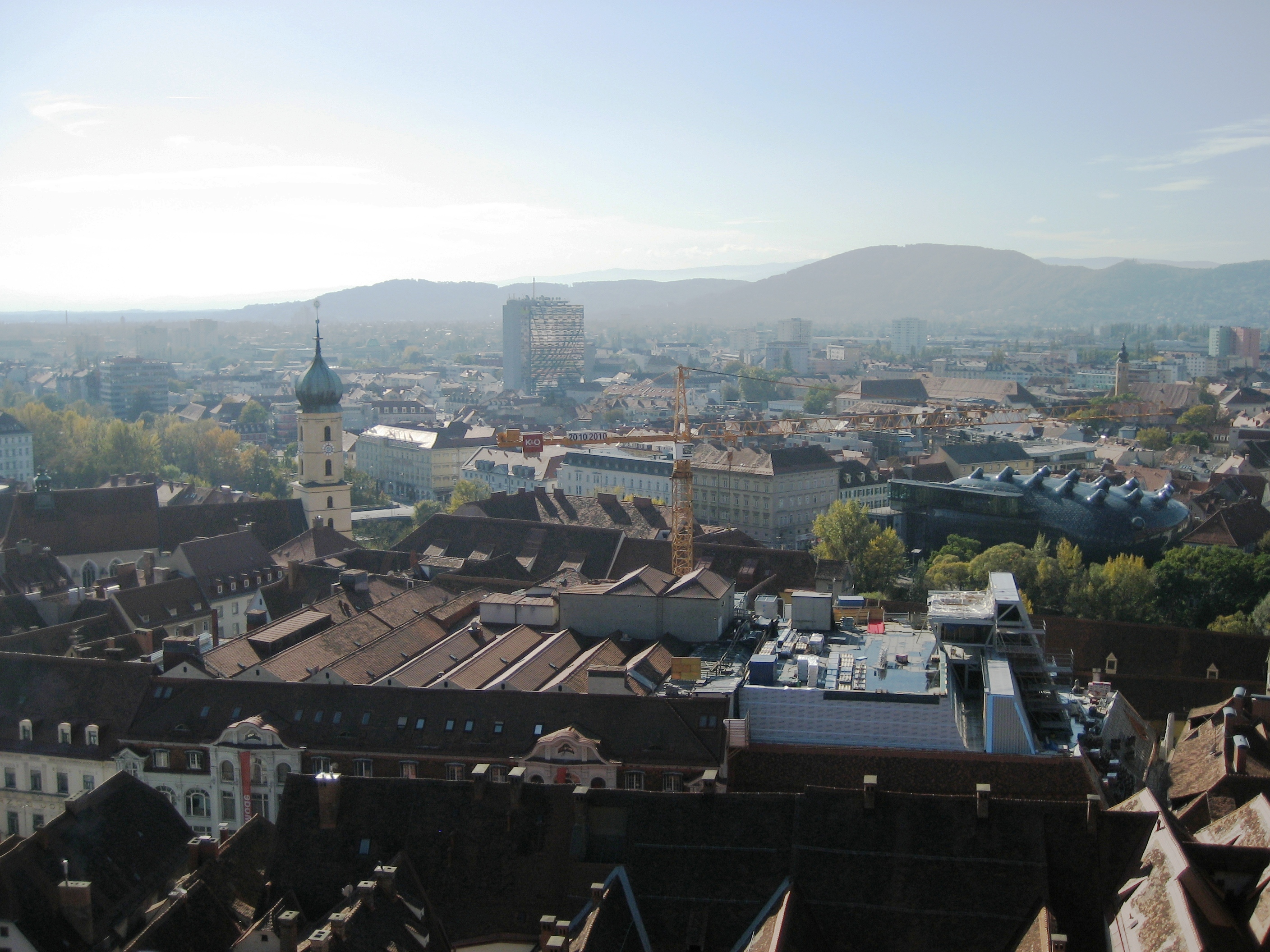
Graz, ville natale d'August Meyszner.

August Edler von Meyszner naît le 3 août 1886 à Graz,,, en Autriche-Hongrie, de Rudolf Edler von Meyszner, un Oberstleutnant (lieutenant-colonel) de l'armée territoriale impériale-royale autrichienne (la Landwehr) anobli en 1884, et de son épouse Thérèse (née Tuschner). Son oncle est le lieutenant général Ferdinand von Meyszner. Après avoir terminé ses études primaires et secondaires à Graz, il fréquente une école des cadets à Vienne. En 1908, il est affecté au 3e régiment d'infanterie de la Landwehr à Graz en tant qu'élève-officier et, le 1er mai 1908, devient Leutnant (sous-lieutenant) dans le bataillon de Leoben. Jusqu'au 30 avril 1913, il occupe le poste d'officier technicien au département des transmissions et des communications téléphoniques, tout en assurant l'entraînement au ski du bataillon. À sa demande, il est transféré à la brigade de la gendarmerie de Trieste, le 1er mai 1913. En 1914, il effectue un stage en vue de ses nouvelles fonctions d'officier de gendarmerie et, le 1er mai 1914, soit une année jour pour jour après son transfert à Trieste, il est officiellement admis dans la gendarmerie autrichienne,.
Au début de sa carrière dans la gendarmerie, il est nommé commandant du 5e détachement à Gorizia. Le 23 juin 1914, il est promu Oberleutnant (lieutenant). En août, il devient commandant de la section côtière de la gendarmerie de Grado, puis il est transféré le mois suivant à la section des gardes-frontières basée à Tolmin, dans l'actuelle Slovénie,.

## Première Guerre mondiale
Quelques jours après le début de la Première Guerre mondiale, August Meyszner épouse Pia Gostischa, jeune femme originaire de Marburg an der Drau (aujourd'hui Maribor). Le couple a une fille et un fils.
Le 19 mai 1915, il est affecté comme commandant d'une compagnie de gendarmerie sur le front italien. Plus tard dans la même année, il est nommé commandant de la 12e compagnie alpine. Le 1er août 1916, il est promu Rittmeister (littéralement maître de cavalerie, équivalent à capitaine) avec effet au 11 août. En 1917, il est conseiller à la 15e brigade de montagne. En août de la même année, il est rappelé à la gendarmerie de Trieste et, en novembre de l'année suivante, devient commandant de la gendarmerie de Styrie à Graz. Durant la Grande Guerre, August Meyszner est blessé et reçoit diverses distinctions honorifiques. Il est notamment décoré de l'ordre de la Couronne de fer, de la croix du Mérite militaire, de la médaille du Mérite militaire, de la croix des Troupes de Charles et de la médaille de la Croix-Rouge de 2e classe.

## Durant l'entre-deux-guerres

### Carrière  en Autriche
En décembre 1919, August Meyszner commande la gendarmerie frontalière de la ville de Judenburg, à la frontière avec le royaume des Serbes, Croates et Slovènes,. Cette année-là, il adhère à la Deutsch-Völkischen Turnverein, une association sportive nationaliste allemande, et prend la tête du groupe paramilitaire d'extrême-droite Steirischer Heimatschutz (Garde nationale styrienne). Plus tard, il profite de son rang supérieur dans la gendarmerie pour fournir des armes aux troupes de la Heimwehr,,.

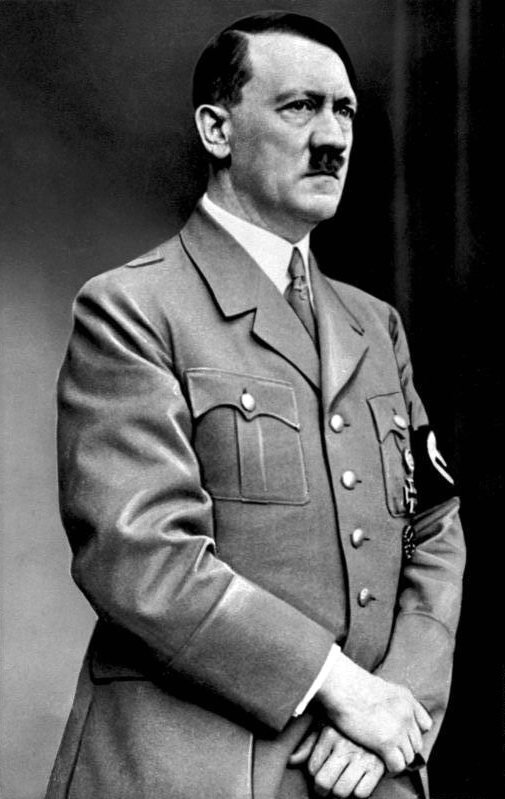
Au milieu de l'année 1927, August Meyszner est reçu en audience par Adolf Hitler.

Jusqu'en 1928, August Meyszner travaille à Judenburg, période durant laquelle il est à maintes reprises envoyé en renfort de plusieurs détachements. En 1921, il est promu major et, en août de la même année, est envoyé à la tête d'un détachement de gendarmes afin de superviser l'unification du Burgenland avec l'Autriche. Ses hommes se heurtent à des séparatistes hongrois dont l'un parvient à le blesser à la jambe. En 1922, son unité réussit à maîtriser des syndicalistes en grève dans la région de Judenburg et, en 1927, mate la rébellion survenue au lendemain de la révolte de Juillet,,. Il rejoint le parti nazi autrichien le 5 septembre 1925 et reçoit le numéro de membre 10.617. En mai 1927, il est reçu en audience par Adolf Hitler avec deux de ses camarades de la Garde nationale, Walter Pfrimer et Hanns Albin Rauter. Le 1er janvier 1929, August Meyszner est transféré à Graz où il entre en contact avec des organisations d'extrême-droite.
En 1930, August Meyszner devient député au Landestag, le parlement provincial de Styrie, où il représente le Heimatblock, parti politique du groupe paramilitaire nationaliste Heimwehr. Le système de représentation proportionnelle de la Styrie lui permet également d'obtenir un poste de ministre au sein du gouvernement provincial,. En 1931, il s'intéresse au projet de coup d'État de Pfrimer, mais ses obligations de député et de ministre l'empêchent de participer au putsch, qui avorte après l'émission d'un mandat d'arrêt à l'encontre de Pfirmer et de son complice Konstantin Kammerhofer. August Meyszner nie toute implication dans l'affaire mais déclare ouvertement son soutien aux putschistes. Durant cette période, il occupe brièvement le poste de chef de la Garde nationale. Il commence également à tisser des liens plus étroits avec le parti nazi autrichien et rencontre à plusieurs reprises Theodor Habicht, délégué d'Adolf Hitler en Autriche. À la fin de l'année 1933, les négociations entre les deux hommes aboutissent à l'accord dit de Venise, par lequel la Garde nationale est mise sous l'égide du parti nazi. En avril 1933, August Meyszner exprime ouvertement sa sympathie pour l'idéologie nazie en critiquant violemment les juifs d'Europe devant le Landestag. À partir du mois de mars 1933, le gouvernement dirigé par le Front patriotique d'Engelbert Dollfuss proroge la juridiction du parlement et, en juin de la même année, interdit le parti nazi autrichien et la Garde nationale. Quelques jours auparavant, les fonctionnaires membres du parti nazi autrichien sont déclarés subversifs. August Meyszner est par la suite déchu de son siège au parlement et mis en retraite anticipée de la gendarmerie en septembre 1933, à l'âge de 47 ans.
À l'issue de ses entretiens avec Habicht, August Meyszner est nommé chef adjoint de la brigade Sturmabteilung (SA) du centre de la Styrie, avec le rang d'Obersturmbannführer (équivalent en France du grade de lieutenant-colonel). Durant cette période, il voyage beaucoup et rencontre des hauts dirigeants du parti nazi en Hongrie et en Yougoslavie. En février 1934, il est interné au camp d'internement de Wöllersdorf-Steinabrückl durant trois mois et demi en raison de ses activités avec les nazis. Il est libéré après avoir effectué une grève de la faim. Peu de temps après, les dirigeants de la Garde nationale de Styrie sont arrêtés et August Meyszner reprend le contrôle de l'organisation. De nouveau arrêté peu après l'échec du putsch de juillet, au cours duquel Dollfuss est assassiné, August Meyszner s'échappe de sa cellule le 27 juillet et s'enfuit en Yougoslavie,. Les autorités autrichiennes le soupçonnent de fournir des armes aux conspirateurs mais son rôle exact dans le putsch de juillet reste incertain. Les brigades de la Garde nationale de Styrie et la SA jouent quant à elles un rôle important dans cette tentative de coup d'État. Selon l'historien autrichien Hans Schafranek, August Meyszner, ainsi que Rauter et Kammerhofer, qui dirigent la brigade SA de Haute Styrie, ont mis au point avec le soutien d'Habicht une conspiration contre les dirigeants de la SA autrichienne afin de contourner les directives venant du bureau central de la SA et s'attribuer ainsi les mérites du putsch devant le Führer. En Yougoslavie, August Meyszner ne reçoit plus de pension et commence à manquer d'argent. Il travaille alors comme chef de la politique culturelle dans un refuge pour fugitifs nazis. En novembre 1934, il s'embarque pour l'Allemagne et se rend dans un autre refuge pour fugitifs nazis à Miastko, dans la province de Poméranie, avant d'être transféré dans un établissement similaire à Berlin. Il soumet son curriculum vitæ à l'Allgemeine SS qui, à l'époque, est la nouvelle branche paramilitaire du parti nazi allemand et dépasse rapidement la SA en termes d'effectifs. Il y souligne avoir de l'expérience en tant que planificateur et orateur politique, et suggère d'utiliser ses compétences au-delà du domaine militaire.

### Carrière en Allemagne

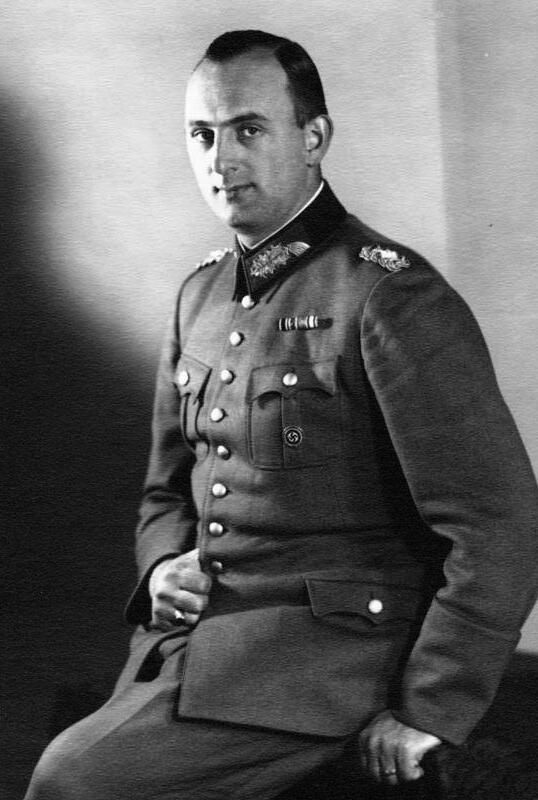
Le chef de l'Orpo Kurt Daluege a dû intervenir pour le compte d'August Meyszner lors d'une altercation avec le secrétaire d'État à la Sécurité en Autriche, Ernst Kaltenbrunner (ici, portrait de Kurt Daluege en 1933, nommé au ministère prussien de l’Intérieur, chargé des forces de police).

August Meyszner est brièvement chargé de coordonner l'assistance aux fugitifs nazis d'Autriche pour le compte de la SA. Le 14 février 1935, il rejoint l'Allgemeine SS avec le grade d'Oberführer et reçoit le numéro matricule 263.406. Il est ensuite nommé chef SS sous les ordres directs de Heinrich Himmler qui l'affecte au Kommando Sammelstelle,. Il reçoit la citoyenneté allemande en mai 1935 et, le 1er septembre suivant, rejoint la Schutzpolizei (police de protection), une branche de l'Ordnungspolizei (Orpo), au grade de Major,. Il quitte officiellement la SA mais sa carrière au sein de l'Allgemeine SS est de courte durée, du fait d'une loi interdisant l'admission des officiers de police dans l'organisation. August Meyszner est donc obligé de démissionner de l'Allgemeine SS en octobre 1935. Le 20 avril 1937, il est promu au grade d'Oberstleutnant der Polizei (lieutenant-colonel de police). Il est autorisé à réintégrer l'Allgemeine SS en octobre 1937, avec son ancien grade, et travaille dans les bureaux du SS-Abschnitt III (district III) et de la Schutzpolizei à Berlin,. En 1937, il est nommé juge honoraire du Volksgerichtshof (le Tribunal du peuple) ; son mandat est renouvelé en 1941. Épaulé par des unités de l'Orpo, il retourne en Autriche durant l'annexion de l'Autriche par l'Allemagne nazie. Il s'installe alors à Vienne et devient inspecteur par intérim de l'Orpo en Autriche en plus d'une promotion au grade d'Oberst der Polizei (colonel de police), le 18 mars 1938. Lors des élections législatives du 10 avril 1938, il est élu député au Reichstag, poste qu'il occupe jusqu'à la fin de la Seconde Guerre mondiale. À partir du 12 avril 1938, il est nommé inspecteur de l'Orpo auprès du secrétaire d'État à la Sécurité en Autriche, Ernst Kaltenbrunner.
Peu après sa prise de fonction, August Meyszner a une violente altercation avec Kaltenbrunner. Kurt Daluege, chef de l'Orpo, intervient pour régler le différend entre les deux hommes. Au début du mois d'octobre 1938, il est transféré dans la région des Sudètes au poste de commandant de l'Orpo, après l'annexion de ce territoire par l'Allemagne. Le 20 avril 1939, il est promu au grade de Generalmajor et, en juin, obtient une nouvelle affectation dans la ville de Cassel, au poste d'inspecteur de l'Orpo de la province de Hesse-Nassau. Il occupe ce poste jusqu'au 10 septembre 1940, période durant laquelle il est promu SS-Brigadeführer, le 20 avril 1940.

## Seconde Guerre mondiale

### Distinctions et postes de hauts rangs
Après le déclenchement de la Seconde Guerre mondiale, August Meyszner occupe quelques postes de haut niveau et, dès le début de l'année 1940, est nommé représentant du Höhere SS- und Polizeiführer (« chef supérieur de la SS et de la police ») à Weimar, Josias de Waldeck-Pyrmont. Le 10 septembre 1940, Heinrich Himmler le désigne commandant de l'Orpo en Norvège occupée où il travaille en collaboration avec Wilhelm Rediess. En 1941, il est décoré de la croix du Mérite de guerre de 2e classe avec glaives.
Il est rappelé en Allemagne au milieu du mois de janvier et, malgré son rang peu élevé, il est autorisé à assister à une conférence réunissant quelques hauts responsables de la SS à Hegewald, quartier général de Heinrich Himmler, qui se situe à proximité de la « tanière du loup » de Hitler en Prusse-Orientale. La petite assemblée discute de divers sujets, dont le recours au travail forcé, la Solution finale et le schéma directeur pour l'Est, un projet qui vise à coloniser l'Europe centrale et de l'Est par l'« Allemagne aryenne ». Selon l'historien allemand Martin Moll, l'aptitude d'August Meyszner à endosser un poste important sur le territoire de la Serbie occupée est examinée lors de la conférence. Le 1er janvier 1942, il est promu au grade de SS-Gruppenführer et, le 20 janvier, est hissé au rang de Generalleutnant der Polizei.

### Chef supérieur de la SS et de la police en Serbie

#### Contexte géopolitique en Serbie occupée

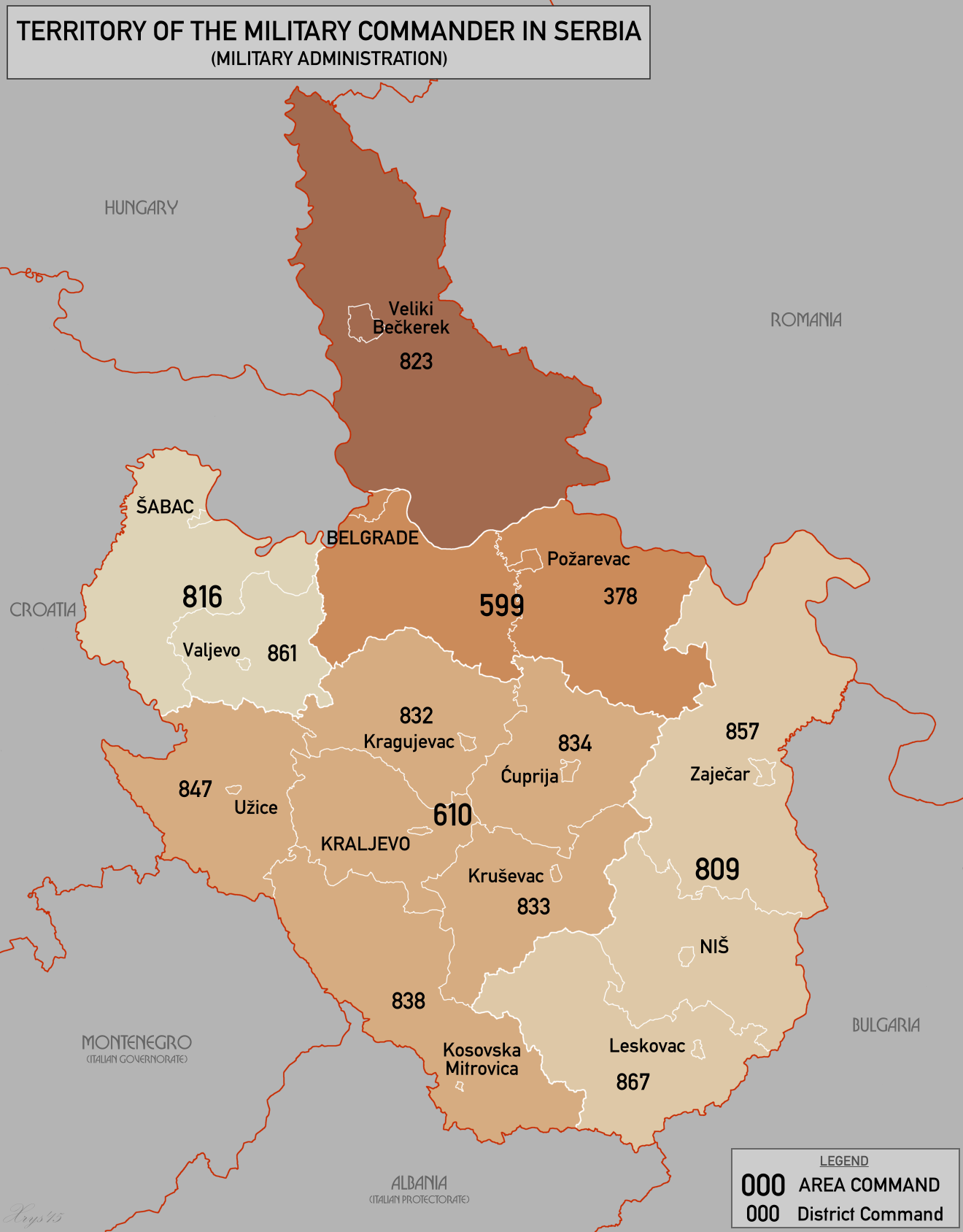
Carte du territoire de la Serbie occupée, indiquant les zones de commandement et les districts militaires allemands.

Le territoire de la Serbie occupée, dont l'étendue équivaut à peu près à celui du royaume de Serbie d'avant 1912, est placé sous administration militaire après l'invasion de la Yougoslavie par l'Allemagne en avril 1941,. Les Allemands y établissent un régime fantoche, le Gouvernement de salut national, dirigé par Milan Nedić, ancien ministre de la Guerre yougoslave. En outre, la politique du commandant de la Wehrmacht chargé de la juridiction de ce territoire exclut la nomination d'un chef supérieur de la SS. Au milieu de l'année 1941, une révolte dirigée par des communistes éclate. Bien qu'ils soient brutalement réprimés par la Wehrmacht durant l'opération Uzice de décembre, les communistes envisagent un nouveau soulèvement dès l'année suivante. Pour faire face à cette éventualité, Heinrich Himmler décide de nommer un chef supérieur de la SS et de la Police pour le territoire occupé,. Il estime que le régime d'occupation qui y est établi n'est pas assez dur et impitoyable envers le peuple serbe. August Meyszner est choisi pour endosser ce nouveau poste, et devient, à 55 ans, le chef supérieur de la SS et de la police le plus âgé du Reich et un des rares officiers de l'Orpo à accéder à ce poste,,.

#### Arrivée à Belgrade
Lorsqu'il arrive à Belgrade à la fin du mois de janvier 1942,, August Meyszner est confronté à un maelstrom politique marqué par la concurrence et les désaccords entre les dirigeants du régime d'occupation allemand, ce qui affecte profondément la chaîne de commandement militaire. Une branche de l'état-major militaire dirige l'administration du territoire occupé et une autre s'occupe des opérations militaires contre les insurgés. Quelques semaines après l'arrivée d'August Meyszner, les deux services sont fusionnés et placés sous le commandement du General der Artillerie Paul Bader. Ce dernier relève du commandant de la Wehrmacht en Europe du Sud-Est, le General der Pioniere Walter Kuntze, qui lui-même est sous les ordres directs de Hitler. Les dirigeants de la Wehrmacht en Serbie occupée considèrent la nomination d'August Meyszner comme « un changement organisationnel très péremptoire. ». Le chef d'état-major de Kuntze considère même l'officier comme « quelqu'un dont nous n'avons pas demandé la venue ».

#### Priorités politiques et remaniement organisationnel
Bader est secondé par un état-major de commandement militaire dirigé par le colonel Erich Kewisch, qui contrôle les bataillons de défense de la région, ainsi qu'un état-major administratif dirigé par Harald Turner. Ce dernier contrôle également le gouvernement collaborateur serbe mais aussi les commandants allemands des quatre districts militaires du territoire occupé, ainsi que les forces de police,.
À la tête du commandement militaire se trouvent un plénipotentiaire du ministère des Affaires étrangères, Felix Benzler, dépendant du ministre Ribbentrop, ainsi que Franz Neuhausen, représentant du Reichsmarschall Göring et chargé des affaires économiques du régime d'occupation. Ces structures de pouvoir sont en concurrence les unes avec les autres, dans une plus grande mesure que partout ailleurs en Europe occupée. La nomination d'August Meyszner complique davantage une situation déjà complexe car, avant sa venue, Turner était responsable des forces de police et de sécurité. Même s'il reçoit directement ses ordres de Heinrich Himmler, August Meyszner a dû reconnaître officiellement Bader comme son supérieur, afin de ne pas jeter de l'huile sur le feu. L'une de ses priorités est d'améliorer la coordination de la politique à l'égard des Volksdeutschen, dont la majorité se concentre dans la région du Banat serbe. Ces derniers y ont été placés vers la fin de l'année 1941 en vue de la création d'une division Waffen-SS dans la région. Cette décision, approuvée par Hitler quelques jours avant la nomination d'August Meyszner, persuade davantage encore Heinrich Himmler de nommer un chef supérieur de la SS et de la police à Belgrade.
August Meyszner prend le contrôle du Einsatzgruppe « Serbia », qui était auparavant sous le commandement de Turner : cette unité est composée de membres du Sicherheitsdienst (le SD) et de la Sicherheitspolizei (la Sipo), ainsi que du 64e bataillon de réserve de la police. Le SS-Standartenführer Wilhelm Fuchs fait partie des commandants de cette unité et supervise l'exécution de nombreux Juifs et Slaves. August Meyszner a pour adjoint Emanuel Schäfer, alors que le poste de chef de la Gestapo de Belgrade est tenu par le SS-Sturmbannführer Bruno Sattler. Le SS-Untersturmführer Fritz Stracke occupe quant à lui le poste de chef de la section juive de la Gestapo.

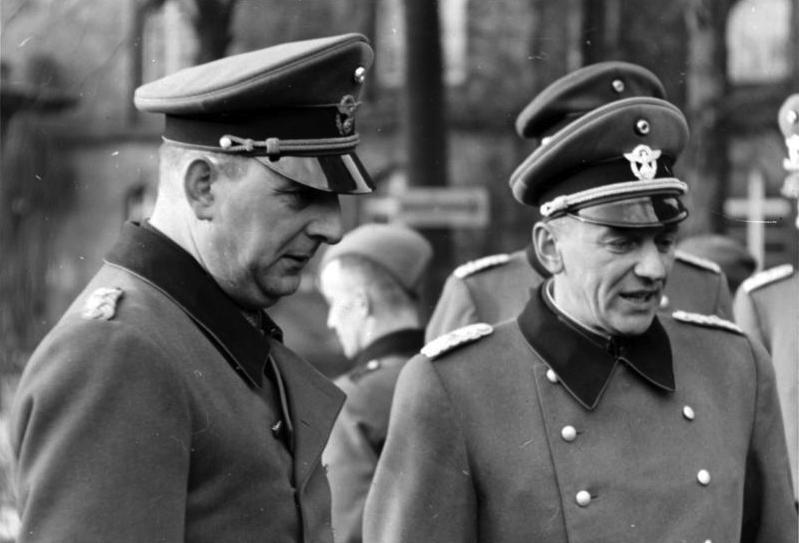
Wilhelm Fuchs (à droite), un des responsables des trois branches de la police avant l'arrivée d'August Meyszner à Belgrade,.

August Meyszner se lance dans une réorganisation en profondeur de toutes les opérations de police du territoire occupé. Il crée quatre secteurs de commandement de police, correspondant aux quatre secteurs de commandements militaires, ainsi que dix districts de police répartis dans chacun des dix districts militaires. La police du gouvernement de Milan Nedić, la Garde nationale serbe passe sous son commandement, et il crée un certain nombre d'unités auxiliaires et bénévoles de police sur l'ensemble du territoire. On trouve, parmi les unités contrôlées par August Meyszner, la troupe de police auxiliaire, formée et entrainée par l'Orpo et dont les membres sont des Volksdeutschen originaires de la Russie, de la Croatie, de la Bulgarie, de la Grèce et de la Roumanie. Il est prévu que l'unité atteigne un effectif de quatre cents hommes.
Le travail d'August Meyszner ne se limite pas aux questions relatives à la sécurité et à la police. Bien qu'il soit le subordonné « personnel et direct » de Bader, il ne reçoit pas pour autant de directives quotidiennes de ce dernier et de son état-major. August Meyszner est également responsable du « renforcement » de la communauté allemande de Serbie. Il doit pour cela prendre le contrôle des forces de sécurité du régime de Nedić et superviser la collecte des revenus et taxes, tout en assurant le renforcement des unités volontaires de Volksdeutschen au profit de la Waffen-SS. Dès son arrivée à Belgrade, il fait la rencontre de Werner Lorenz, chef du Hauptamt Volksdeutsche Mittelstelle (VoMi, bureau de liaison des Allemands de « souche »), un service qui veille aux intérêts des Volksdeutschen en dehors des frontières du Reich tout en assurant la propagande de l'idéologie nazie dite du Lebensraum (espace vital) en Europe de l'Est. August Meyszner rencontre également le SS-Obersturmführer Sepp Janko, chef des Volksdeutschen de la région du Banat, ainsi que le SS-Brigadeführer Artur Phleps, avec lequel il discute de la création de la 7e division SS « Prinz Eugen », une division de montagne de la Waffen-SS formée de Volksdeutschen des Balkans volontaires,.

#### Différend avec Harald Turner
Dès son entrée en fonction, August Meyszner est vu d'un mauvais œil par Turner, auparavant responsable des affaires intérieures et de la relation avec le Gouvernement de salut national. Turner est un partisan du renforcement de ce gouvernement et encourage la collaboration avec les Serbes qui n'ont pas d'opinions hostiles envers le régime d'occupation. August Meyszner a quant à lui une vision radicalement opposée et, tout au long de son séjour à Belgrade, il refuse de collaborer avec les autorités serbes sauf en cas de nécessité stratégique. Ayant toujours éprouvé une haine viscérale envers les Serbes, il va jusqu'à déclarer : « Mieux vaut avoir un Serbe mort que vivant ». Il aurait également qualifié les Serbes de « peuple de rats » (en allemand : ein Rattenvolk). L'historien Jonathan Steinberg le décrit par ailleurs comme l'un des subordonnés les plus brutaux de Heinrich Himmler tandis que Jozo Tomasevich le dépeint comme une personne « assoiffée de sang ».
Tout au long de l'année 1942 donc, August Meyszner est en perpétuel désaccord avec Turner, d'autant plus qu'il cherche à l'éloigner de toutes attributions relatives au service de police, y compris la supervision des forces de sécurité du gouvernement serbe dirigé par Milan Nedić. Cependant, Turner ne se laisse pas faire et se bat avec acharnement pour garder le contrôle de son service. August Meyszner quant à lui pense que la seule façon de maintenir la paix et la sécurité dans le territoire occupé est de recourir à des méthodes policières brutales, alors que Turner souhaite attribuer plus de pouvoir au régime de Nedić et remplacer l'administration militaire par une administration civile, semblable au Reichskommissariat Niederlande dans l'espoir de se voir attribuer le poste de Reichskommisar (gouverneur). August Meyszner tente de faire rétrograder les subalternes de Turner pour les placer ensuite sous la coupe de Paul Bader mais Karl Wolff intervient pour contrecarrer ce plan. L'approche de Turner est en outre très en décalage avec celle des dirigeants de la Wehrmacht, qui ne tolèrent aucune inefficacité résultant d'un quelconque désaccord entre ses officiers.
Malgré quelques doutes, l'état-major local de la Wehrmacht établit de bons rapports de travail avec August Meyszner. Ce dernier rencontre régulièrement Paul Bader et les deux hommes se soutiennent mutuellement. En revanche, la dissension entre August Meyszner et Harald Turner devient de plus en plus ingérable et remonte à Heinrich Himmler. Ce dernier les laisse résoudre leurs différends entre eux ; conformément à son mode habituel de gestion. August Meyszner s'oppose fondamentalement à toute tentative de Turner de prolonger le mandat du régime serbe. Or les dirigeants de ce dernier envisagent la création d'une association sportive et la réouverture de l'université de Belgrade. Meyszner pense au contraire qu'il n'est pas dans l'intérêt de l'Allemagne de « laisser se développer une intelligence slave hostile ».

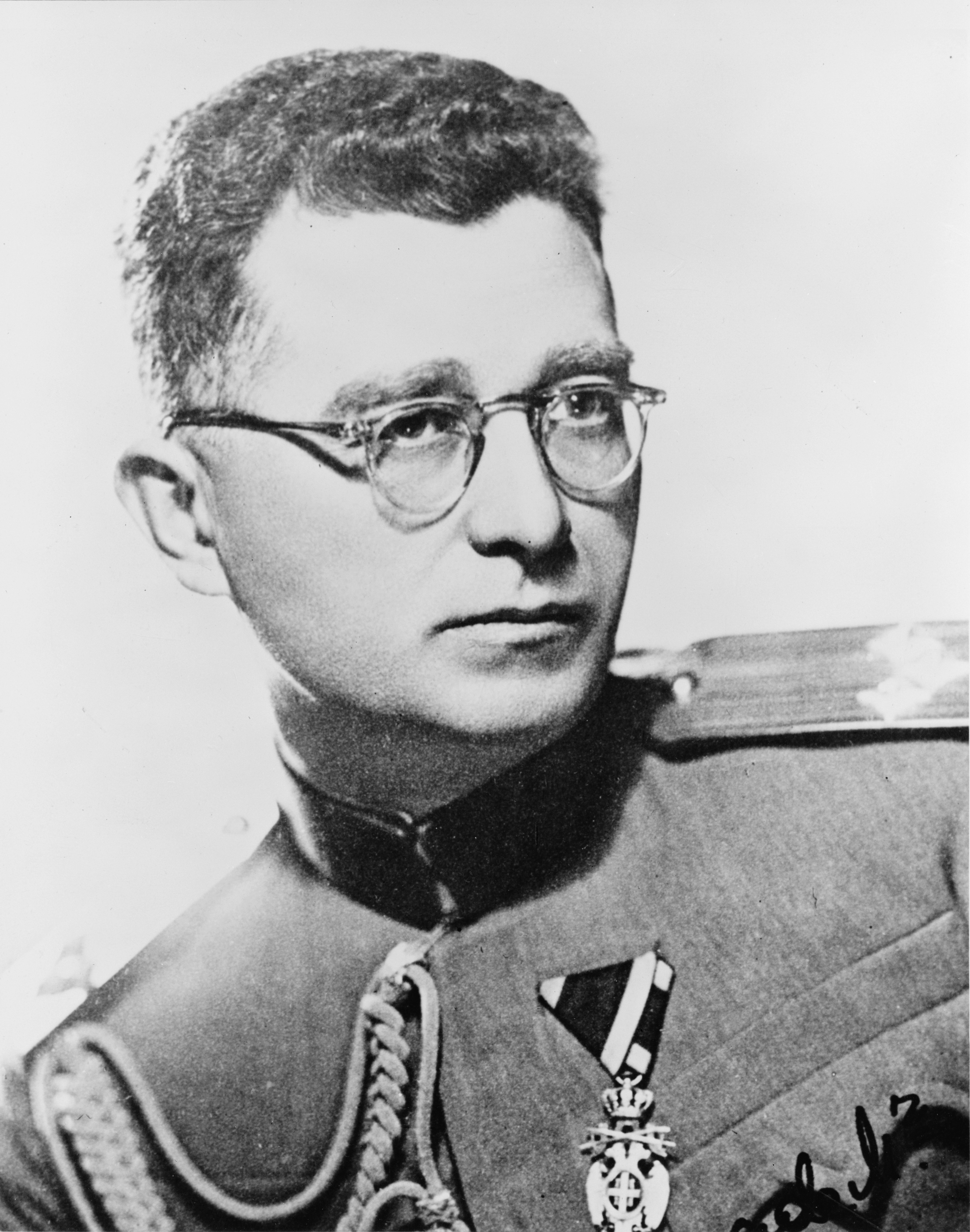
August Meyszner se méfie des forces de sécurité de Nedić car il pense qu'elles soutiennent le chef des Tchetniks : Draža Mihailović (photo).

Les rapports qu'August Meyszner envoie à Heinrich Himmler démontrent sa méfiance à l'égard des forces de sécurité serbes, en déclarant qu'il est « insensé » d'armer la Garde nationale serbe, forte de seize mille hommes. Il soupçonne par ailleurs la Garde nationale serbe de soutenir le dirigeant royaliste Draža Mihailović, dont la « liquidation » serait, selon Heinrich Himmler, la base de leur succès en Serbie et dans toute l'Europe orientale,. D'autre part, le fait que Harald Turner et August Meyszner n'arrivent pas à s'entendre sur la manière d'utiliser les biens volés aux Juifs assassinés témoigne encore plus de l'ampleur du désaccord entre les deux hommes. Le 1er août 1942, Kuntze est remplacé au poste de commandant de la Wehrmacht en Europe du Sud-Est par l'Autrichien Alexander Löhr. Au début du mois de septembre, August Meyszner dépose auprès de Heinrich Himmler un rapport officiel qui accuse Turner de divulguer des secrets d'État, violant ainsi l'article 90 du Code pénal allemand. Choqué par ces allégations, Turner donne l'ordre à son personnel de s'en remettre à l'autorité du HSSPf pour régler les questions en rapport avec la police, ainsi que les tâches administratives et politiques, incluant le contrôle des jeux de hasard, du commerce local et de la liberté de réunion. Le différend entre August Meyszner et Harald Turner devient ingérable, à tel point qu’en octobre le SS-Hauptamt (bureau central de la SS) décide d'envoyer un émissaire à Belgrade afin d'enquêter et faire le point sur la situation. Un rapport officiel décrit alors le comportement des deux officiers comme « honteux ».
Le 17 octobre, Heinrich Himmler rencontre August Meyszner à Kraljevo, à l'occasion de l'inspection de la 7e division SS récemment créée. Bien qu'il ait légèrement réprimandé August Meyszner en menaçant de le congédier si un tel comportement se reproduisait, Heinrich Himmler est impressionné par la nouvelle division. Il décide alors de congédier Turner, ce qui est, selon Moll, une décision moins embarrassante que de renvoyer August Meyszner, son représentant officiel dans le territoire occupé. Bien que considéré comme un officier « strict et inflexible », Turner soutient Nedić et le Gouvernement de salut national, ainsi que l'ensemble de la population serbe. Le 8 novembre, Turner est congédié ainsi que son adjoint Georg Kiessel ; il est remplacé par le chef du service juridique de Belgrade, Walter Uppenkamp,. En décembre, Alexander Löhr est de nouveau désigné commandant en chef de la Wehrmacht pour le Sud-Est de l'Europe et commandant du groupe d'armées E mais la chaîne de commandement locale reste inchangée. En 1942, August Meyszner est décoré de la croix du Mérite de guerre de 1re classe avec glaives.

#### Les exécutions massives
Voulant « régler » la question juive lui-même, August Meyszner insiste auprès de ses supérieurs afin de disposer d'un Gaswagen (camion à gaz) pour assassiner les femmes et enfants juifs, les nazis ayant exterminé tous les hommes de la population juive serbe dès le mois de novembre 1941,,. Le camion à gaz est dépêché de Berlin vers la fin du mois d'avril de l'année 1942 et August Meyszner donne toutes les consignes concernant les exécutions à son assistant Emanuel Schäfer.
Schäfer confie l'exécution des femmes et enfants juifs au chef de la Gestapo de Belgrade, Bruno Sattler. Ce dernier désigne le commandant du camp, Herbert Andorfer, pour accompagner le camion à gaz, conduit par deux sous-officiers envoyés par Berlin. À l'exception des dimanches et jours fériés, le camion rassemble quotidiennement une centaine de femmes et enfants du camp et les conduit vers un champ de tir en dehors de la ville de Belgrade. Durant le trajet, le gaz d'échappement du véhicule est dévié vers le compartiment hermétique du camion où s'entassent les Juifs, les tuant par asphyxie. À son arrivée au champ de tir, le camion est reçu par un détachement de quatre hommes du 64e bataillon de réserve de la police allemande ainsi que par un groupe de sept Serbes extraits de la prison de Belgrade. Les prisonniers déchargent les cadavres du camion à gaz et les jettent dans une fosse commune. À la date du 10 mai 1942, l'intégralité des occupants du camp, soit pas moins de huit mille femmes et enfants juifs, ont été tués par la Gestapo d'August Meyszner. Le 8 juin, Schäfer déclare à un groupe d'officiers de la Wehrmacht, parmi lesquels figurent Bader et Kuntze, que « le cas des Juifs de Serbie a été réglé ».

#### Autres mesures pour consolider le régime d'occupation
En janvier 1943, Nedić propose une loi visant la création d'un État corporatif autoritaire similaire à celui que préconisaient Dimitrije Ljotić et son mouvement national fasciste ZBOR,. Paul Bader demande l'avis des différents dirigeants du régime d'occupation et, bien que certains d'entre eux aient été favorables à son adoption, August Meyszner s'y oppose fermement, considérant cette loi comme une menace pour les intérêts allemands. Lorsque Hitler est informé de cette proposition de loi, il la juge lui aussi « inopportune » pour l'Allemagne.
En mars, August Meyszner dénonce à Heinrich Himmler la « douceur » de la politique de Felix Benzler envers les Serbes, qui leur permet par exemple de contrôler la gestion des récoltes. Il qualifie d'irresponsables ceux qui accordent du pouvoir et de la liberté supplémentaire au régime serbe de collaboration qui, selon lui, cherche en permanence un moyen de déstabiliser le régime d'occupation. L'un des nombreux sujets de préoccupation d'August Meyszner est la formation du corps de volontaires serbes (SDK). Selon lui, Harald Turner et Benzler ont commis une erreur en permettant la formation de cette unité collaboratrice qu'il perçoit comme un paravent à la propagande royaliste. D'après Martin Moll, la perspective d'August Meyszner était très restreinte et ne tenait pas compte des objectifs politiques associés à l'octroi d'un certain pouvoir au régime de Nedić. À la fin de l'année 1942, August Meyszner ordonne aux militaires Volksdeutschen du Banat de quitter la province afin de renforcer les rangs de la 7e division, ce qui par la suite engendrera une paralysie de l'économie et de l'administration locales. Pour corriger cette erreur, il demande alors la démobilisation de tous les hommes de la division, âgés de plus de 40 ans. Il prévoit également d'enrôler des groupes minoritaires vivant dans le Banat, comme les Hongrois, les Roumains et les Slovaques, mais cette initiative est rejetée par Heinrich Himmler.

#### Au plus haut rang du parti nazi

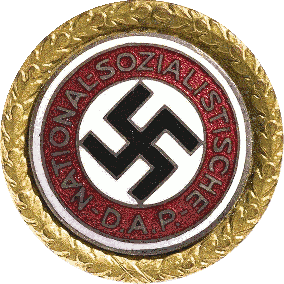
August Meyszner reçoit l'insigne d'honneur en or du NSDAP en 1943.

Depuis qu'il a fui l'Autriche pour l'Allemagne, August Meyszner a toujours eu des problèmes au sujet de son adhésion au parti nazi. Il affirme qu'en vertu de l'accord de Venise qu'il a passé avec Theodor Habicht en 1933, ses anciens collègues de la garde nationale de Styrie et lui-même devraient bénéficier d'un certain privilège d'adhésion au parti, du fait de leur appartenance de longue date à la Garde nationale styrienne. Le trésorier du parti nazi, Franz Xaver Schwarz, nie cette prérogative et décide que les anciens membres de la Garde nationale styrienne ne doivent pas être admis d'office dans le parti. Hitler décide de marquer le dixième anniversaire de son accession au pouvoir en chargeant son secrétaire particulier et chef de la chancellerie du NSDAP, Martin Bormann, de décerner un nombre très limité de symboles d'or du parti aux membres du parti. August Meyszner, qui est recommandé par Heinrich Himmler, accepte que la date officielle de son entrée au parti soit fixée au 1er juin 1938, soit deux mois après l'Anschluss ; il reçoit alors le numéro d'adhérent 6.119.650. August Meyszner n'aurait pu obtenir le statut de Alter Kämpfer (« Vieux Combattant » du parti) sans l'intervention de Heinrich Himmler. Il fait partie des cinq officiers SS que Heinrich Himmler juge dignes de porter le chevron d'honneur de la Vieille Garde.
Se prévalant de son statut de responsable de la Volksdeutsche du Banat, August Meyszner s'immisce constamment dans les ordres directs que reçoit la 7e division SS. En septembre 1943, l'ensemble des forces de police sous son commandement inclut le 5e régiment « SS-Polizei » et sept bataillons de la hilfspolizei (police auxiliaire) composés de diverses ethnies, qui n'ont reçu que quatre à cinq semaines de formation avant de devenir opérationnels,.

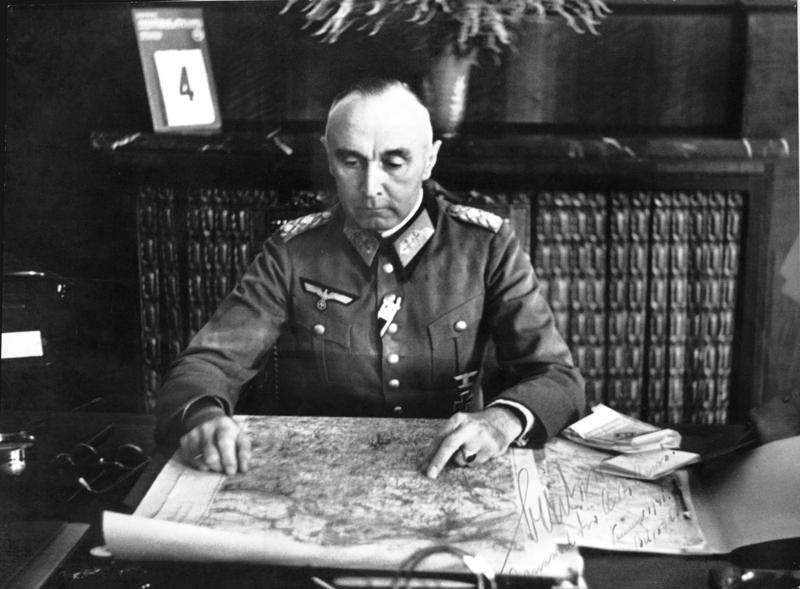
Jusqu'au début de l'année 1943, le général d'artillerie Paul Bader est en bons termes avec August Meyszner.

La relation cordiale entre Paul Bader et August Meyszner se dégrade au début de l'année 1943, lorsque Bader se rend compte que August Meyszner rapporte à Heinrich Himmler ses propos critiques sur l'incapacité de la Wehrmacht à combattre la menace des partisans. Bader riposte en avril en adressant une lettre à Alexander Löhr où il se plaint des agissements d'August Meyszner qui, selon lui, a livré 300 prisonniers de guerre soviétiques au Corps russe sans le consulter et a omis de l'informer des désertions qui ont eu lieu au sein du corps des volontaires serbes. Décrivant la situation comme « impossible », Bader affirme que bien qu'il soit vu comme le premier responsable du territoire occupé, ses ordres sont contestés par August Meyszner par le biais de la chaîne de commandement de la police. Par la suite, l'association entre les deux hommes vole en éclats, ce qui réjouit les autres hauts dirigeants du régime d'occupation. Nedić, quant à lui, proteste contre la politique d'occupation allemande ainsi que le fait de devoir faire un rapport à quatre autorités différentes et en perpétuel désaccord. En mai, August Meyszner assiste à une réunion au ministère des Affaires étrangères au cours de laquelle il reproche à Nedić de ne pas être assez loyal envers l'Allemagne et ne le considère utile que pour « combattre les communistes ». En juillet et août, Berlin tente de désamorcer la situation en nommant Neuhausen au poste de chef d'état-major de l'administration militaire, en laissant cependant une certaine indépendance à August Meyszner. La police et les services de sécurité d'August Meyszner continuent leurs représailles sanglantes envers les juifs serbes, à la demande de la Wehrmacht. Ainsi, fin juin, August Meyszner ordonne l'exécution de 575 prisonniers à la suite d'une attaque au cours de laquelle sept policiers auxiliaires allemands sont blessés et huit tués,,.
Durant le mois de septembre, un nouveau plénipotentiaire — désormais chargé de l'administration des Balkans occupés — est nommé pour remplacer Felix Benzler : Hermann Neubacher, chargé par Hitler d'entreprendre une série de tâches visant à concentrer la lutte contre les forces communistes du Sud-Est de l'Europe. Pour atteindre cet objectif, le Führer ordonne à Neubacher de s'allier avec les forces anticommunistes locales. Il est également habilité à rationaliser l'administration du régime d'occupation allemand et transférer plus de pouvoir aux mandataires locaux, notamment Milan Nedić et son gouvernement. Hitler confie également à Neubacher la responsabilité de toutes les prises de décision concernant les représailles contre la population locale mais, à l'instar d'August Meyszner, il constate que le manque de coopération et de confiance entre les dirigeants du régime d'occupation pourrait limiter sa capacité à remplir ces tâches. Neuhausen, récemment nommé chef de l'administration militaire, possède en réalité beaucoup plus de pouvoir que Neubacher et exploite à sa guise l'économie serbe afin d'en faire profiter le régime de Nedić. August Meyszner est strictement contre l'octroi de tout pouvoir à l'administration Nedić tout en s'opposant aux tentatives d'accords avec les Tchetniks. Selon lui, Neubacher cherche à revenir aux politiques inefficaces de Turner,. L'historien Jozo Tomasevich considère que Neubacher a réussi à limiter significativement les représailles contre le peuple serbe, bien que Moll conteste cette conclusion.
En novembre, le Gouvernorat italien du Monténégro, alors sous occupation allemande, est inclus dans la zone de commandement d'August Meyszner. Le mois suivant, le Sonderaktion 1005 de Paul Blobel arrive à Belgrade pour exhumer et brûler les corps des femmes et enfants juifs assassinés par la Gestapo d'August Meyszner. Vers la fin de l'année 1943, ce dernier reçoit la croix de fer de 2e classe,.

#### Opposition aux Tchetniks
En février 1944, August Meyszner intensifie ses efforts pour saboter les accords passés avec les Tchetniks. Fait surprenant, il est rejoint dans sa démarche par l'un de ses adversaires politiques, Milan Nedić, qui voit ses intérêts stratégiques gênés par ces accords. August Meyszner refuse notamment de fournir des armes aux Tchetniks dirigés par Pavle Đurišić et Vojislav Lukačević, du fait de leur non-respect des précédents accords passés avec la Wehrmacht. Il affirme par ailleurs que les Croates, ainsi que les musulmans d'Albanie, du Kosovo et du Sandžak ont exprimé leur réticence au sujet du renforcement de l'armement des Tchetniks. Le commandant du 1er Corps d'occupation bulgare, le général Asen Nikoloff, s'oppose également à ces accords. Les protestations d'August Meyszner coïncident avec la pression croissante des partisans et l'avancée de l'Armée rouge.

## Déclin et transfert à Berlin
En avril, Neubacher et la Wehrmacht décident d'écarter August Meyszner. La raison de ce renvoi est la critique d'August Meyszner à l'égard de Neubacher concernant le manque de rigueur des représailles, des propos qui, selon Neubacher, ne font que « saper la discipline officielle ». Neubacher bénéficie du soutien de l'ancien rival d'August Meyszner, Ernst Kaltenbrunner, devenu entre-temps le chef du Reichssicherheitshauptamt (RSHA), ainsi que d'Emanuel Schäfer, l'ancien adjoint d'August Meyszner. Il est remplacé par Hermann Behrends, protégé du chef du SD Reinhard Heydrich. Avant sa nomination, Behrends commandait un bataillon d'artillerie de montagne de la 13e division de montagne de la Waffen SS Handschar. Au milieu du mois de mai 1944, August Meyszner reçoit la croix de fer de 1re classe pour ses efforts dans la lutte contre les partisans yougoslaves.
Après avoir accepté de le relever de ses fonctions de chef supérieur de la SS et de la police, Heinrich Himmler transfère August Meyszner à Berlin et le nomme Generalinspekteur der Gendarmerie und Schutzpolizei der Gemeinden (inspecteur général de la gendarmerie et Schutzpolizei du Reich), en vue de l'établissement d'une gendarmerie européenne.

## Procès et exécution
À la fin de la guerre, August Meyszner est capturé par les Alliés. Il est interrogé en juin 1945 par le procureur en chef Robert Jackson et placé en détention en Yougoslavie. Son implication dans les exécutions massives et la publication de son nom avec la liste des personnes exécutées ne lui laissent aucune chance d'échapper à la potence,.
En ce qui concerne les meurtres des femmes et enfants juifs, l'implication directe d'August Meyszner est moins claire. Selon Moll, Emanuel Schäfer affirme avoir reçu directement ses ordres de Berlin et utilisé le Gaswagen sans la moindre directive venant d'August Meyszner. Walter Manoschek soutient cette affirmation car, selon lui, Schäfer était à la tête d'une chaîne de commandement indépendante de la Gestapo sur laquelle August Meyszner avait un contrôle très limité. Cependant, en tant que chef supérieur de la SS et de la police, il est officiellement responsable de tous ses subordonnés, y compris le département de la Gestapo chargé de l'exécution des femmes et des enfants juifs. Il est également responsable de la mise en œuvre des politiques qui ont permis de déporter 70 000 Serbes dans le Reich afin d'y effectuer des travaux forcés. L'Holocauste en Serbie n'a guère joué de rôle important durant son procès devant la Cour militaire suprême de Belgrade, qui se tient entre le 9 et le 22 décembre 1946. Il est condamné à la peine capitale, de même que la plupart des 20 membres dirigeants du HSSPf qui sont jugés en même temps que lui. August Meyszner est exécuté par pendaison le 24 janvier 1947 à l'âge de 60 ans,.